# 메타 물질
메타물질(영어: Metamaterial)은 아직 자연에서 발견되지 않은 특성을 가지도록 설계된 물질이다. 메타물질은 플라스틱과 금속 같은 일반적인 물질로부터 형성된 복합 요소의 집합체로 구성된다. 이 물질은 보통 반복적인 패턴으로 배열되어 있다. 메타물질의 특성은 기본 물질의 특성이 아니라 그들의 구조에 의해 생긴다. 메타물질의 정확한 모양, 기하학적 구조, 크기, 방향 그리고 배열이 메타물질의 특성을 결정한다.
적절히 디자인된 메타물질은 전자기파 혹은 소리에 물체가 관측되지 않게 하는 형식으로 간섭할 수 있다. 특정 파장에서 음의 굴절률을 갖는 메타물질의 특징은 많은 실험을 유발했다. 이러한 물질들은 또한 ‘음의 굴절률의 메타물질(negative index metamaterial)’로 알려져 있다.
메타물질이 적용될 수 있는 분야는 매우 다양하며 항공우주산업, 센서 감지와 사회기반시설의 모니터링, 스마트 태양에너지 관리, 군중통제, 레이돔, 전쟁시의 고주파 통신, 고 이득 안테나의 렌즈, 초음파센서의 개선, 지진피해 방지 건물 등의 매우 다양한 분야에 적용된다. 메타물질은 수퍼렌즈의 제작 가능성을 열어주기도 한다. 그 렌즈는 주어진 파장에서 얻어질 수 있는 최소 해상도의 회절 한계 이하로 이미징 할 수 있도록 해 준다. 보이지 않음의 특성은 gradient-index 물질을 사용함으로써 나타날 수 있다.
메타물질 연구는 학제 간의 활동이며 그러한 연구분야는 전자공학, 전자기학, 고전 광학, 마이크로파/안테나 공학, 양자전기학, 물질과학, 나노과학, 반도체공학 등의 다양한 분야와 관련되어 있다.

## 역사
전자기파를 만들어 내는 인공적인 물질에 대한 연구는 19세기 말에 시작되었다. 메타물질로 여겨질 수 있는 가장 초기의 구조는, 1898년 카이랄성 물질을 연구했던 Jagadish Chandra Bose에 의해 진행되었다. Karl Ferdinand Lindman은 20세기 초 인공 카이랄 미디어로서의 금속성의 나선으로 파동 간섭실험을 했다. Winston E. Kock는 1940년 말 메타물질과 유사한 성질을 가진 물질을 개발했다. 1950년과 60년대에 인공 유전체가 경량 마이크로파 안테나를 만들기 위해 연구되었다. 마이크로파 레이다 흡수기는 1980년과 1990년대에 인공 카이랄 미디어에의 적용을 위해 연구되었다.
Negative index materials는 1967년 Victor Veselago에 의해 처음으로 이론적으로 설명되었다. 그는 이러한 물질이 빛을 전달할 수 있다는 것을 밝혔다. 그는 위상속도가 포인팅벡터의 방향과 역평형 상태에 있을 수 있음을 보였다. 이것은 자연적으로 물질 내에서 일어나는 파랑 전파와는 대조되는 모습을 보인다.
John Pendry는 오른손법칙이 적용되지 않는 물질을 만들어내기 위한 현실적인 방법을 최초로 발견했다. 그러한 물질은 전자기파가 에너지를 그것의 위상속도와 반대방향으로 이동시킬 수 있도록 한다. Pendry는 파동의 방향을 따라 배열된 철제 와이어는 음의 유전율을 가질 수 있다고 생각했다. 강유전체와 같은 자연의 물질은 음의 유전율을 보인다. 문제는 음의 투자율을 갖도록 하는 것이었다. 1999년 Pendry는 축이 파랑 전파의 방향과 나란히 놓인 C모양의 고리가 음의 투자율을 가질 수 있음을 밝혀냈다. 같은 논문에서 그는 와이어와 고리의 주기적 배열에 의해 음의 굴절률이 생길 수 있음을 보였다. Pendry는 또한 관련된 음의 투자율의 디자인인 스위스 롤(Swiss Roll)을 제안했다.
2000년에 Smith et al.는 분할 고리 공진기와 가는 와이어 구조물을 수평으로 쌓음으로써 메타물질의 전자기적 기능을 실험적으로 검증하였음을 보고했다. 마이크로스트립 기술의 전송 라인에 실린 인공적 집중상수를 사용하는 negative index metamaterial를 이해하기 위한 방법이 2002년에 제공되었다. 2003년에는 복잡한 음의 굴절률과 오른손법칙이 적용되지 않는 물질로 만들어진 납작한 렌즈에 의한 이미징이 검증되었다. 2007년까지 음의 굴절률과 관련된 실험이 많은 그룹에 의해 행해졌다. 마이크로파의 진동수에서는 첫 번째의 불완전한 투명망토가 2006년에 검증되었다.

## 적용
메타물질은 다양한 분야에 적용할 수 있을 것이라고 생각되고 있다.

### 안테나
메타물질로 만든 안테나는 안테나의 복사력을 증대시키며, 특히 음의 투자율을 가지는 메타물질로 작동 주파수를 조절하거나 미세한 크기를 가지는 안테나를 만들 수 있다.

### 흡수체
메타물질 흡수체는 전자기파를 효율적으로 흡수하기 위한 메타 물질의 일종이다. 메타 물질 흡수체는 무선 통신, 태양광 발전 및 태양열 발전 등에 이용된다. 좁은 대역과 넓은 대역에서 쓰이는 두 유형으로 분류할 수 있으며, 각자의 대역에서 매우 높은 흡수율과 낮은 반사율을 보이는 것이 특징이다.
1. ↑  Alici, Kamil Boratay; Özbay, Ekmel (2007). “Radiation properties of a split ring resonator and monopole composite”. 《Physica Status Solidi B》 244 (4): 1192–96. Bibcode:2007PSSBR.244.1192A. doi:10.1002/pssb.200674505.